# جورج بردیت (بازیکن فوتبال)
جورج بردیت (انگلیسی: George Burditt; ۲۷ فوریهٔ ۱۹۱۰ – ۱۹۸۱ (۷۰−۷۱ سال)) بازیکن فوتبال بود.